# جودان
جودان روستایی در دهستان باقرآباد بخش مرکزی شهرستان محلات استان مرکزی ایران است.

## جمعیت
بر پایه سرشماری عمومی نفوس و مسکن در سال ۱۳۹۵ جمعیت این روستا ۴۸ نفر (۲۱خانوار) بوده‌است.